# Fading Shades
Fading Shades ist das sechste Studioalbum der deutsch-französischen Popsängerin Sandra. Es erschien am 12. Juni 1995 bei Virgin Records.

## Entstehung und Veröffentlichung
Das Album wurde von Sandras Ehemann Michael Cretu erstmals gemeinsam mit Jens Gad produziert und in den A.R.T. Studios auf der spanischen Mittelmeerinsel Ibiza aufgenommen. Gad schrieb auch den überwiegenden Teil der Musik, Cretu war nur bei I Need Love ’95, dem Remix eines Titels vom Vorgängeralbum Close to Seven sowie bei First Lullaby an der Musik beteiligt; letzteres schrieb er gemeinsam mit Gad. Die Texte stammen großteils von Klaus Hirschburger, Cretu schrieb bei vier und Gad bei drei Texten mit.
Vorab wurde die Single Nights in White Satin veröffentlicht, ein Cover von The Moody Blues. Die Single schaffte es in Deutschland auf Platz 86 und in Neuseeland auf Platz 34 in die Charts. Es folgte Won’t Run Away als zweite Auskopplung, die jedoch kein Charterfolg wurde.

## Rezeption
Das Album erreichte in Deutschland Platz 42 und war neun Wochen in den Charts, in der Schweiz erreichte es Platz 37. Damit blieb das Album hinter allen vorhergehenden zurück und stellt das am schlechtesten in den Charts platzierte Studioalbum der Sängerin dar.

## Titelliste
| #  | Titel                  | Autor(en)                                   | Produzent(en)           | Länge |
| -- | ---------------------- | ------------------------------------------- | ----------------------- | ----- |
| 1  | Fading Shades (Part 1) | Jens Gad                                    | Michael Cretu, Jens Gad | 1:02  |
| 2  | Nights in White Satin  | Justin Hayward                              | Michael Cretu, Jens Gad | 3:34  |
| 3  | Son of a Time Machine  | Michael Cretu, Klaus Hirschburger, Jens Gad | Michael Cretu, Jens Gad | 5:01  |
| 4  | Won’t Run Away         | Klaus Hirschburger, Jens Gad                | Michael Cretu, Jens Gad | 4:14  |
| 5  | Tell Me More           | Klaus Hirschburger, Jens Gad                | Michael Cretu, Jens Gad | 3:15  |
| 6  | Will You Whisper       | Klaus Hirschburger, Jens Gad                | Michael Cretu, Jens Gad | 4:13  |
| 7  | Invisible Shelter      | Michael Cretu, Klaus Hirschburger, Jens Gad | Michael Cretu, Jens Gad | 5:20  |
| 8  | You Are So Beautiful   | Klaus Hirschburger, Jens Gad                | Michael Cretu, Jens Gad | 4:38  |
| 9  | I Need Love ’95        | Michael Cretu, Klaus Hirschburger           | Michael Cretu, Jens Gad | 3:28  |
| 10 | First Lullaby          | Michael Cretu, Klaus Hirschburger, Jens Gad | Michael Cretu, Jens Gad | 4:20  |
| 11 | Fading Shades (Part 2) | Jens Gad                                    | Michael Cretu, Jens Gad | 1:06  |